# Лофт-парк «Подземка»

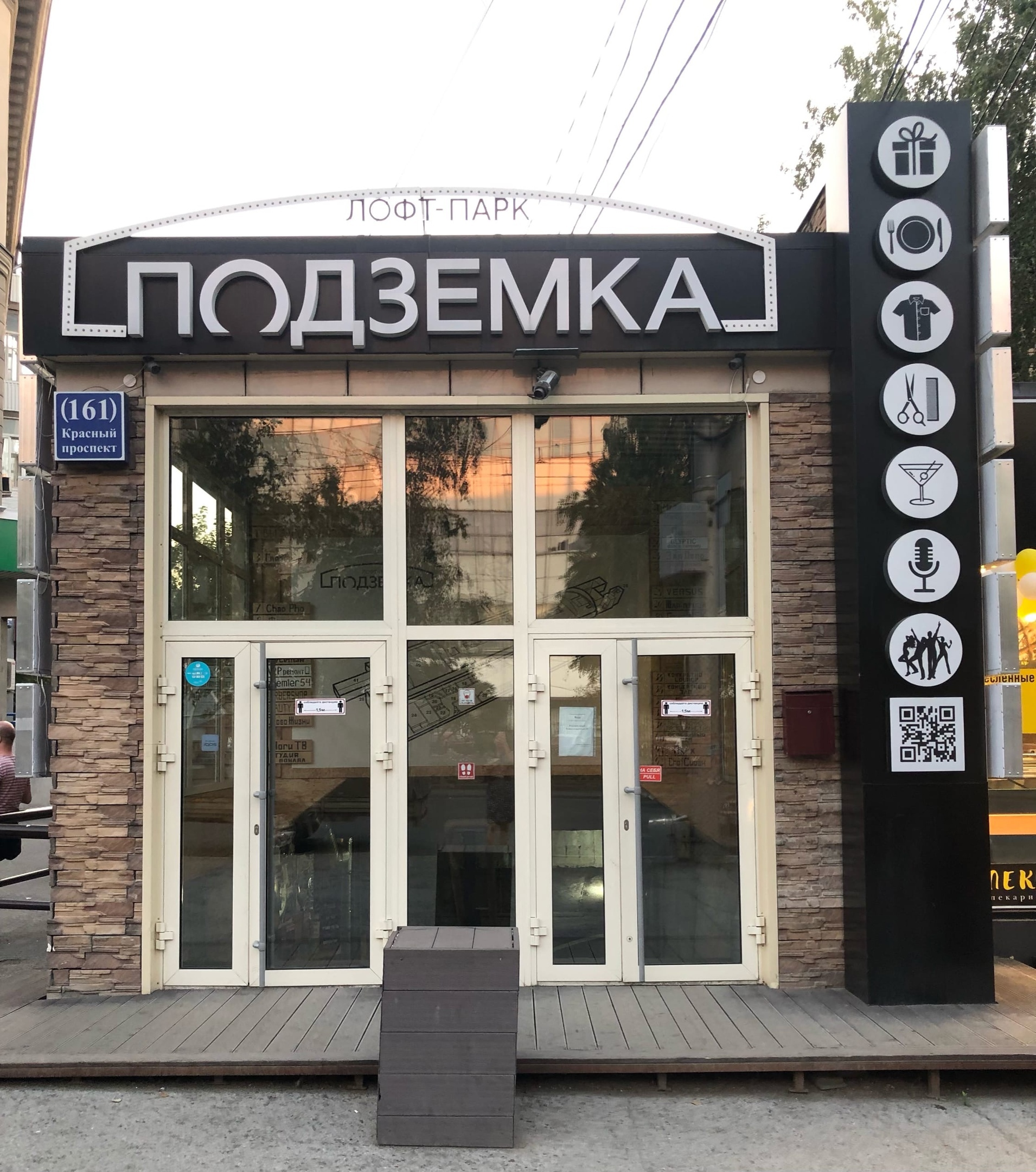
Подземка в сентябре 2021 года

Лофт-парк «Подземка» — двухуровневое арт-пространство, расположенное в Заельцовском районе города Новосибирск, в непосредственной близости от Площади Калинина и станции метро «Заельцовская». Официальное открытие состоялось в 2016 году и сопровождалось двухдневной вечеринкой посвящённой Хэллоуину. 

## Общая характеристика
Площадка является универсальным арт-пространством площадью 5 тысяч м², в котором проводятся культурно-развлекательные и деловые мероприятия, спортивные состязания, концерты, выставки, модные показы, фестивали. Это основная площадка для проведения концертов в Новосибирске. Площадка включает в себя два этажа, 3 концертных зала, один двухуровневый на 1000 стоячих мест и 255 сидячих мест и 2 зала поменьше, также на площадке располагаются 52 резидента, включая магазины одежды, музыкальные студии, концертные агентства, студии живописи и вокала, большой фудкорт и офисные помещения. Общая вместимость площадки при полной заполняемости  3000 человек. Стилистически площадка соединила в себе смесь индустриальной и лофтовой стилистики, а потолок второго этажа сохранил изначальную форму купола. Отличительной чертой современной «Подземки» являются 4 стеклянные пирамиды, располагающиеся вдоль улицы «Красный проспект».
История строительства
В 1988 году в Новосибирске начали строить станцию метро «Заельцовская», в том же году начали сооружать монолитный железобетонный лоток и стены тупиков. По ходу строительства возник ряд проблем — уровень грунтовых вод оказался выше проектного, в связи с чем из сооруженного котлована приходилось постоянно откачивать воду. Проектом предусматривалось обратная засыпка возведённых тупиков, но по ходу строительства было принято решение снизить расходы и возвести подземный зал, используя имевшуюся у метростроителей опалубку для бетонирования свода платформ. Далее над образовавшимся пространством возвели бетонный купол. Изначальный проект подземного зала. В связи с тем, что пространство было не облагорожено, идея подземного зала трансформировалась в идею открытия торгового центра «Белый Молл», которую из-за сложностей пространства также отменили.
Пространство пустовало 28 лет и пользовалось популярностью у диггеров как одно из самых больших заброшенных пространств города.
В 2016 году было принято решение создать на месте пустующего пространства креативный кластер.

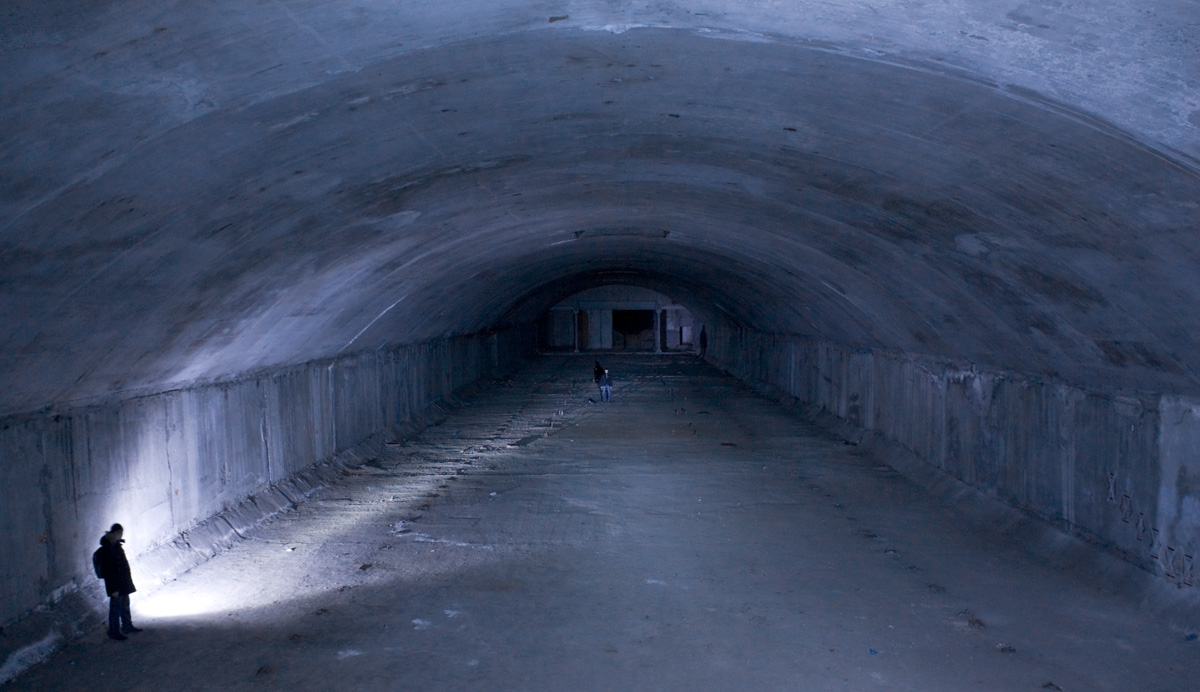
Подземка была излюбленным пристанищем для диггеров

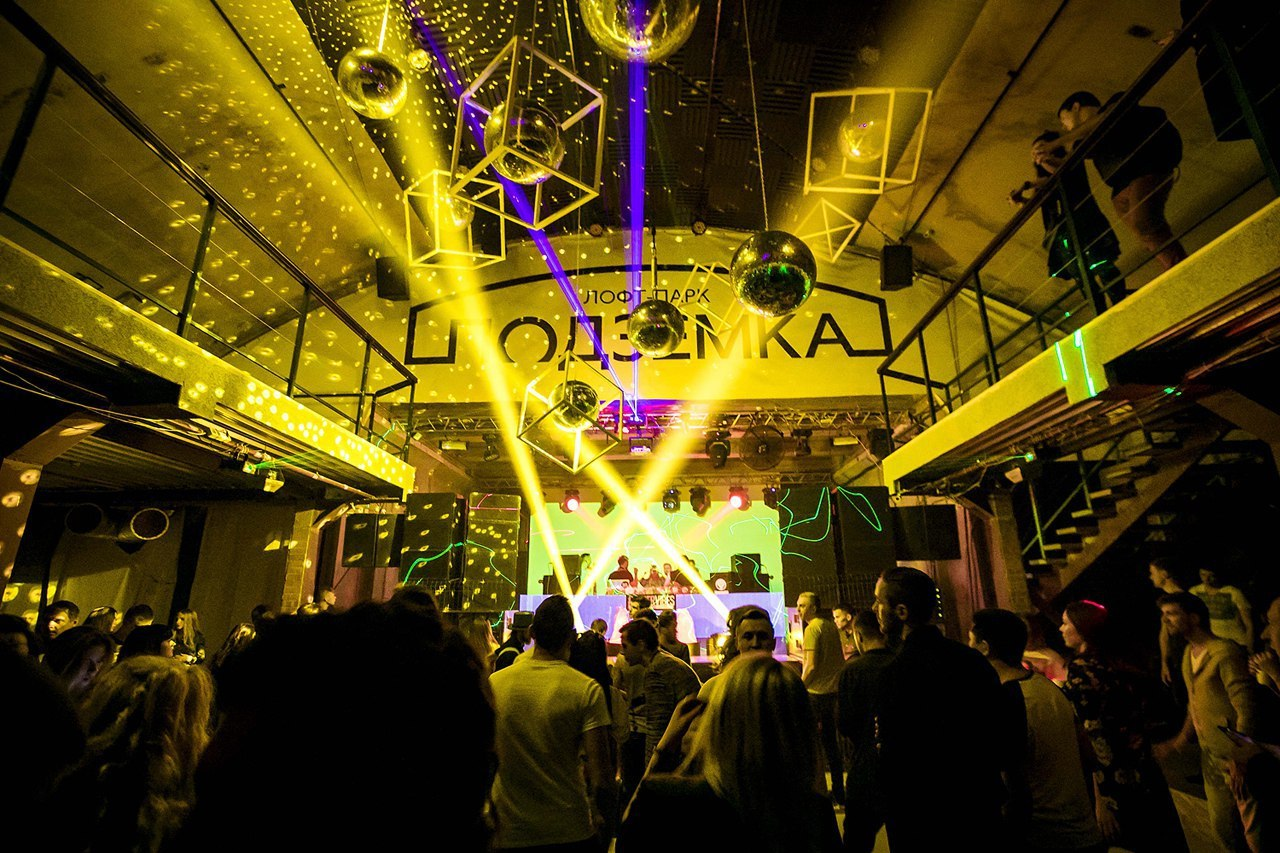
Концерт в Подземке в 2019 году

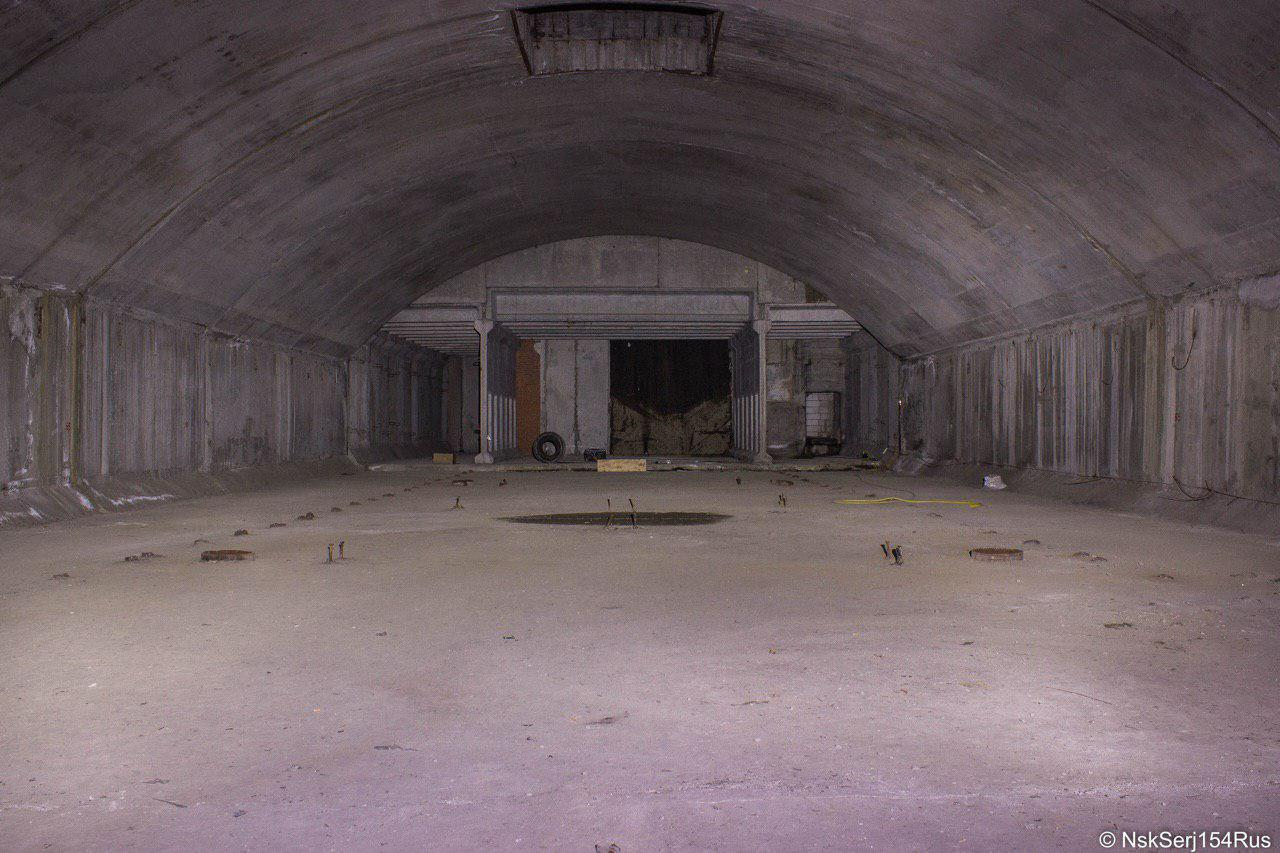
Внутренний облик Подземки на момент прихода нынешних арендаторов в 2016 году

## Адрес Лофт-парка «Подземка»
Лофт-парк «Подземка» располагается по адресу: город Новосибирск, улица Красный проспект, дом (161)